# NGC 4307
NGC 4307 ist eine aktive Spiralgalaxie vom Hubble-Typ Sb mit ausgedehnten Sternentstehungsgebieten im Sternbild Jungfrau am Nordsternhimmel. Sie ist schätzungsweise 46 Millionen Lichtjahre von der Milchstraße entfernt und hat einen Durchmesser von etwa 50.000 Lichtjahren. Die Galaxie bildet gemeinsam mit IC 3211 (auch NGC 4307A) das optische Galaxienpaar Holm 380 und wird unter der Katalognummer VVC 524 als Teil des Virgo-Galaxienhaufens gelistet.
Im selben Himmelsareal befindet sich unter anderem die Galaxie NGC 4316.
Das Objekt wurde im Jahr 1881 von Christian August Friedrich Peters entdeckt.